# オオモリクイナ
オオモリクイナ(大森水鶏、学名：Eulabeornis ypecaha) は、ツル目クイナ科に分類される鳥類の一種である。

## 分布
ブラジル東部、パラグアイ、ウルグアイ、アルゼンチン東部に分布する。

## 形態
体長40-45cm。顔は灰色で、後頭部は赤褐色である。体の上面はオリーブ色で、尾は黒色である。喉は白色、前頸から上胸にかけては青みがかった淡い灰色で、胸は薄い赤褐色、腹は白色である。虹彩は赤褐色、嘴は黄緑色、脚は赤色である。

## 生態
低地の森林や湿地に生息する。
昆虫類や軟体動物の他、植物の種子なども食べると言われている。
森林や湿地にある藪の中に、草や藻を使って巣を作る。1腹5個の卵を産む。